# William Braden
William Braden Burford (Indianápolis, Indiana, Estados Unidos, 24 de marzo de 1871 - California, 1942), fue un ingeniero y empresario estadounidense conocido por la explotación minera en Chile, por lo que fue conocido en ese país como «el Rey del Cobre».
Entre 1893 y 1898 fue agente de la Compañía Fundidora y Refinadora de Omaha y Grant, compañía que lo envió a Chile en 1894. Allí conoció al ingeniero italiano Marco Chiapponi, quien lo instó a buscar socios para la extracción industrial de la mina El Teniente. Así, asociado con su compatriota Barton Sewell, creó en 1904 la compañía cuprífera Braden Copper Company. En 1909, Braden vendió la cuprífera a los hermanos Simon y Daniel Guggenheim, quedando como director de la compañía.
En 1913 comenzó a explotar la mina Potrerillos, la cual compró a los chilenos Zamorano y Echevarría, creando la Andes Copper Mining. Posteriormente, en 1916, vendió la mina a la Anaconda Copper Company. En 1918 dejó Chile.